# Tropidophis canus
Tropidophis canus là một loài rắn trong họ Tropidophiidae. Loài này được Cope mô tả khoa học đầu tiên năm 1868.